# Ioannis Varvitsiotis
Ioannis Varvitsiotis (* 2 de agosto de 1933, em Atenas, Grécia) é um político grego e um membro do Parlamento europeu pela Nea Dimokratia, um partido do Partido Popular Europeu.